# Acanthogobio guentheri
Acanthogobio guentheri is een  straalvinnige vissensoort uit de familie van eigenlijke karpers (Cyprinidae). De wetenschappelijke naam van de soort is voor het eerst geldig gepubliceerd in 1892 door Herzenstein.